# Полян, Алёна Игоревна
Алёна Игоревна Полян (род. 14 июня, 1989, Ульяновск, СССР) — российская гимнастка, победительница и призёр Универсиад, призёр чемпионатов России по спортивной гимнастике. Мастер спорта России международного класса (2006).

## Коммерческие соревнования
"Кубок Блюме 2007" в Барселоне
- Вольные упражнения - 3 место
- Опорный прыжок - 4 место
- Бревно - 4 место